# Fußballnationalmannschaft der Turks- und Caicosinseln (Frauen)
Die Frauenfußballnationalmannschaft der Turks- und Caicosinseln ist eine Auswahlmannschaft der Turks and Caicos Islands Football Association, die das Überseegebiet der Turks- und Caicosinseln auf internationaler Ebene bei Frauen-Länderspielen vertritt. Die Mannschaft nahm bislang nur an der Karibikmeisterschaft und an der Qualifikation zum CONCACAF W Championship teil, jedoch nicht am CONCACAF W Championship selbst oder an Weltmeisterschaften. Derzeitiger Trainer ist Aaron Lawrence.

## Geschichte
Ursprünglich hätten die Turks- und Caicosinseln im Rahmen der Qualifikation zum CONCACAF Women’s Gold Cup 2006 gegen die Bahamas spielen sollen, die ihre Teilnahme jedoch zurückzogen. Ihr erstes Spiel gegen Bermuda wurde dann mit 4:0 verloren. Auch die weiteren Spiele gegen die Dominikanische Republik und die Amerikanischen Jungferninseln wurden verloren. Bei der Qualifikation zum CONCACAF Women’s Gold Cup 2010 wurden ebenfalls beide Gruppenspiele gegen die Dominikanische Republik und Haiti verloren. Bei der Karibikmeisterschaft 2014, die auch als Qualifikation zum CONCACAF Women’s Gold Cup 2014 fungierte, verloren die Turks- und Caicosinseln alle Spiele gegen Bermuda, St. Kitts und Nevis und die Cayman Islands und verpassten damit die Qualifikation. Ihre Teilnahme an der Karibikmeisterschaft 2018 zog die Mannschaft noch vor Beginn der Spiele gegen Kuba, Jamaika und Barbados ihre Teilnahme zurück. Ebenso wurde die Teilnahme an der Qualifikation zum CONCACAF Women’s Gold Cup 2018 zurückzogen, bei der die Mannschaft gegen Jamaika, Haiti, Martinique und Guadeloupe gespielt hätte. An der Qualifikation zum CONCACAF W Championship 2022 nahm das Team wieder teil, jedoch wurden abermals sämtliche Gruppenspiele gegen Guyana, Nicaragua, Dominica und Trinidad und Tobago verloren. Bei der Qualifikation zum CONCACAF W Gold Cup 2024 konnte zwar ein Unentschieden gegen Bonaire erzielt werden, jedoch wurde das Rückspiel ebenso wie jeweils beide Spiele gegen Belize und Aruba verloren, womit die Turks- und Caicosinseln in Gruppe C1 den letzten Platz belegten.

## Turniere

### Weltmeisterschaft
- 1991 bis 2023 – nicht teilgenommen

### CONCACAF W Championship / Gold Cup
- 1991 bis 2002 – nicht teilgenommen
- 2006 – nicht qualifiziert
- 2010 – nicht qualifiziert
- 2014 – nicht qualifiziert
- 2018 – Teilnahme zurückgezogen
- 2022 – nicht qualifiziert
- 2024 – nicht qualifiziert

### Karibikmeisterschaft
- 2000 – nicht teilgenommen
- 2014 – Gruppenphase
- 2018 – Teilnahme zurückgezogen